# ستيفن كلارك (كاتب)
ستيفن كلارك (بالإنجليزية: Stephen Clarke)‏ هو كاتب وصحفي بريطاني، ولد في 15 أكتوبر 1958 في سانت ألبانز في المملكة المتحدة.

## وصلات خارجية
- ستيفن كلارك على موقع ديسكوغز (الإنجليزية)